# KfW-Bernhard-Grzimek-Preis
Der KfW-Bernhard-Grzimek-Preis ist eine mit 50.000 Euro dotierte Auszeichnung für herausragende Leistungen zum Erhalt der Biodiversität. Er wird seit 2013 im Zwei-Jahres-Rhythmus durch die KfW Stiftung in Frankfurt am Main verliehen und ist einer der hochdotiertesten deutschen Preise für den Schutz biologischer Vielfalt. Ausgezeichnet werden internationale Persönlichkeiten und Organisationen, die mit ihrer Arbeit Lösungsansätze zum Erhalt von Biodiversität entwickeln bzw. einen Paradigmenwechsel in ihrem Arbeitsfeld einleiten konnten. Durch die regelmäßige Vergabe des Preises soll nach Angaben der Stifterin dieses Thema in das Bewusstsein von Führungspersönlichkeiten aus Wirtschaft, Politik, Wissenschaft und Zivilgesellschaft gebracht und auf die Notwendigkeit von nachhaltigem Handeln aufmerksam gemacht werden. Gleichzeitig ehrt die KfW Stiftung mit dem Preis das Andenken des Umwelt- und Tierschützers sowie langjährigen Direktors des Zoo Frankfurt Bernhard Grzimek.

## Nominierungsverfahren
Die KfW Stiftung wählt alle zwei Jahre bis zu acht Nominatoren aus, die aufgrund ihrer Tätigkeiten und Vernetzung einen internationalen Überblick über beispielhafte, erfolgreiche Projekte und Persönlichkeiten haben, die sich für eine Auszeichnung mit dem KfW-Bernhard-Grzimek-Preis eignen. Die Nominatoren qualifizieren sich über ihre Fachexpertise, können aber auch Kandidaten aus anderen Fachdisziplinen vorschlagen. Die Auswahl orientiert sich an den zweijährig wechselnden Schwerpunktthemen der Preisverleihung.

## Jury
Die Auswahl der Preisträger aus den eingereichten Vorschlägen erfolgt durch eine von der KfW Stiftung berufene Fachjury. Der erste Preis wurde im Jahr 2013 als Ehrenpreis der Stifterin vergeben. Der Preisträger wurde direkt durch die KfW Stiftung bestimmt. Für die Vergabe des zweiten KfW-Bernhard-Grzimek-Preises 2015 sowie der Preise in den Folgejahren wurde eine sechsköpfige Fachjury berufen, die seither für die Auswahl der Preisträger verantwortlich ist. Die Fachjury soll die Aspekte einer fachlichen Bewertung, zivilgesellschaftlichen Einordnung und die Philosophie des Namensgebers berücksichtigen. Dazu orientiert sie sich an einer gleichbleibenden Bewertungsmatrix, deren Kriterien den Bezug zum Thema Biodiversität, Relevanz (außerhalb des projekteigenen Kontextes), Nachhaltigkeit (im Hinblick auf Zukunftsfähigkeit, Entwicklungspotentiale, Langfristigkeit und Wirkung), Integrität, Innovation (hinsichtlich eines Modellcharakters des Projekts, Potenzialen für Nachahmer und der Skalierbarkeit) sowie das persönliche Engagement der Kandidaten über ein politisches oder öffentliches Amt hinaus, umfassen.

### Liste der Jurymitglieder
- Christoph Kucklick, Chefredakteur der Zeitschrift Geo
- Christian Grzimek, Okapia und Enkel von Bernhard Grzimek
- Axel Janke, Senckenberg Biodiversität und Klima Forschungszentrum
- Maritta von Bieberstein Koch-Weser, Earth3000 gGmbH
- Maja Göpel, Generalsekretärin Wissenschaftlicher Beirat der Bundesregierung Globale Umweltveränderungen
- Christof Schenck, Geschäftsführer Zoologische Gesellschaft Frankfurt von 1858 e.V.

## Preisverleihung
Die Übergabe des Preises findet jeweils in ungeraden Jahren im Rahmen einer Verleihungsfeier mit geladenen Gästen in Frankfurt am Main statt.

## Preisträger
- 2013: Zoologische Gesellschaft Frankfurt von 1858 e.V.
- 2015: Pavan Sukhdev (TEEB-Studie) sowie Emmanuel de Merode (Das Preisgeld wurde jeweils hälftig an die beiden Preisträger vergeben.)
- 2017: Andrew Zaloumis, CEO des iSimangaliso Wetland Parks in Südafrika
- 2019: Angelique Songco, Superintendentin des Tubbataha Reefs Natural Parks auf den Philippinen